# Murray Shire
Murray Shire var en kommun i Australien. Den låg i delstaten New South Wales, i den sydöstra delen av landet, omkring 620 kilometer väster om delstatshuvudstaden Sydney. Antalet invånare var 7 418. Arean var 4 345 kvadratkilometer.
Följande samhällen fanns i Murray Shire:
- Moama
- Mathoura
- Bunnaloo